# Character sheet
Et character sheet et stykke papir som benyttes af rollespillere til detaljer omkring den rolle de spiller. Disse detaljer inkluderer ofte spilstatistik, baggrundsinformation og noter. Character sheets kan findes både i traditionelt bordrollespil såvel som liverollespil.
Nogle computerrollespil benytter også character sheets, men her kaldes de status-skærme.

## Oversigt
Hver spiller i et rollespil har som regel et stykke papir hvorpå spillerens karakter er beskrevet i spilmekaniske termer. Dette inkluderer ofte egenskaber, personbeskrivelse samt fysiske, mentale og sociale træk ved karakteren.
De fleste rollespil benytter character sheets der er specielt designet til spillet, og disse kan som regel findes bagerst i regelbogen til rollespillet sammen med et samtykke fra spilproducenten om at fotokopiering til privat brug er tilladt. Nogle spilproducenter udgiver character sheets separat, og mange udgiver PDF-filer som folk kan udskrive fra Internettet. Der findes dertil ofte mange hjemmelavede specialdesign af character sheets til forskellige rollespilsystemer.
Rollespillere kan have flere character sheets hvis de er i besiddelse af flere roller af mindre betydning, men dette er mindre forekommende. Nogle gange har Game Masteren et character sheet for
ikke-spiller-karakterer (NPC'ere). Nogle gange har regelbøger særlige "NPC-character sheets" der er mindre for at game masteren bedre kan overskue en større mængde roller.

## Design

### Generel karakteristik
Et character sheet indeholder oftest mere eller mindre permanente fakta om en rollespillers rolle samt varierende kvaliteter som rollens erfaringspoints, evner, fysiske kondition (i form af hit points eller andre skalaer) og/eller en liste over fysiske ejendele. Normalt betragtes et character sheet som en optegnelse af en rolles historiske og personlige udvikling. Til trods for entalsformen kan et "character sheet" godt være mere end én side.
Indholdet af et character sheet varierer mellem rollespilsystemer og måden der spilles på. I rollespilsystemet Dungeons & Dragons fokuserer regelsystemet primært på kamp, egenskaber og pådragelsen af evner. Dette character sheet har en sektion til navn og beskrivelse, en større sektion til kampstatistik og igen store sektioner med våbenstatistik, inventarlister og hvor god rollen er til forskellige ting.
Et character sheet designes sådan at det indeholder de mest relevante informationer som en rollespiller kan få behov for at blive mindet om under spillet. Det er derfor af stor betydning at de rigtige ting står på det og at den typografiske opsætning gør det hurtigt at tyde.
De fleste character sheets er dekorerede på en måde så de passer i stil med den slags rollespil det benyttes til. For eksempel efterligner de separerende linjer i Vampire: the Masquerade-rollespillets character sheets gotiske jernpæle da dette rollespil er gotisk betonet.

### Papir-character sheets
De fleste rollespilsystemer har eksisterende character sheets. Nogle designer dog deres egne eller har deres rolles statistikker noteret løst på papir uden eksisterende formatering.

### Elektroniske character sheets
Nogle benytter computerprogrammer til at opbevare deres character sheet i. Flere små programmer til varierende rollespilsystemer er igennem tiden blevet gjort tilgængelige som shareware over Internettet. De tidligste elektroniske character sheets var dog kun dokumenter i tekstbehandlingsprogrammer. Efterfølgende kom character sheets lavet i regneark hvor regnearket selv stod for formatering og nogle statistiske udregninger.
Andre elektroniske character sheets kan findes i PDF-format så de enten kan udfyldes i selve PDF-læseren eller så de kan udskrives og efterfølgende udfyldes på papir. En genre af hjemmesider med character sheets er efterhånden opstået.

## Eksterne kilder
- RPGSheets.com Arkiveret 8. april 2007 hos  Wayback Machine
- Ema's Charsheets
- Mad Irishman Productions Arkiveret 27. april 2007 hos  Wayback Machine
- White Wolf-character sheets Arkiveret 8. maj 2007 hos  Wayback Machine